# Jheringsfehn
Jheringsfehn is een dorp in de Duitse deelstaat Nedersaksen. Bestuurlijk hoort het dorp tot de gemeente Moormerland in de Landkreis Leer. Het ligt direct ten noordoosten van de hoofdplaats Warsingsfehn.
De veenkolonie is gesticht halverwege de achttiende eeuw. Het dorp is vernoemd naar Sebastian Eberhard Jhering.

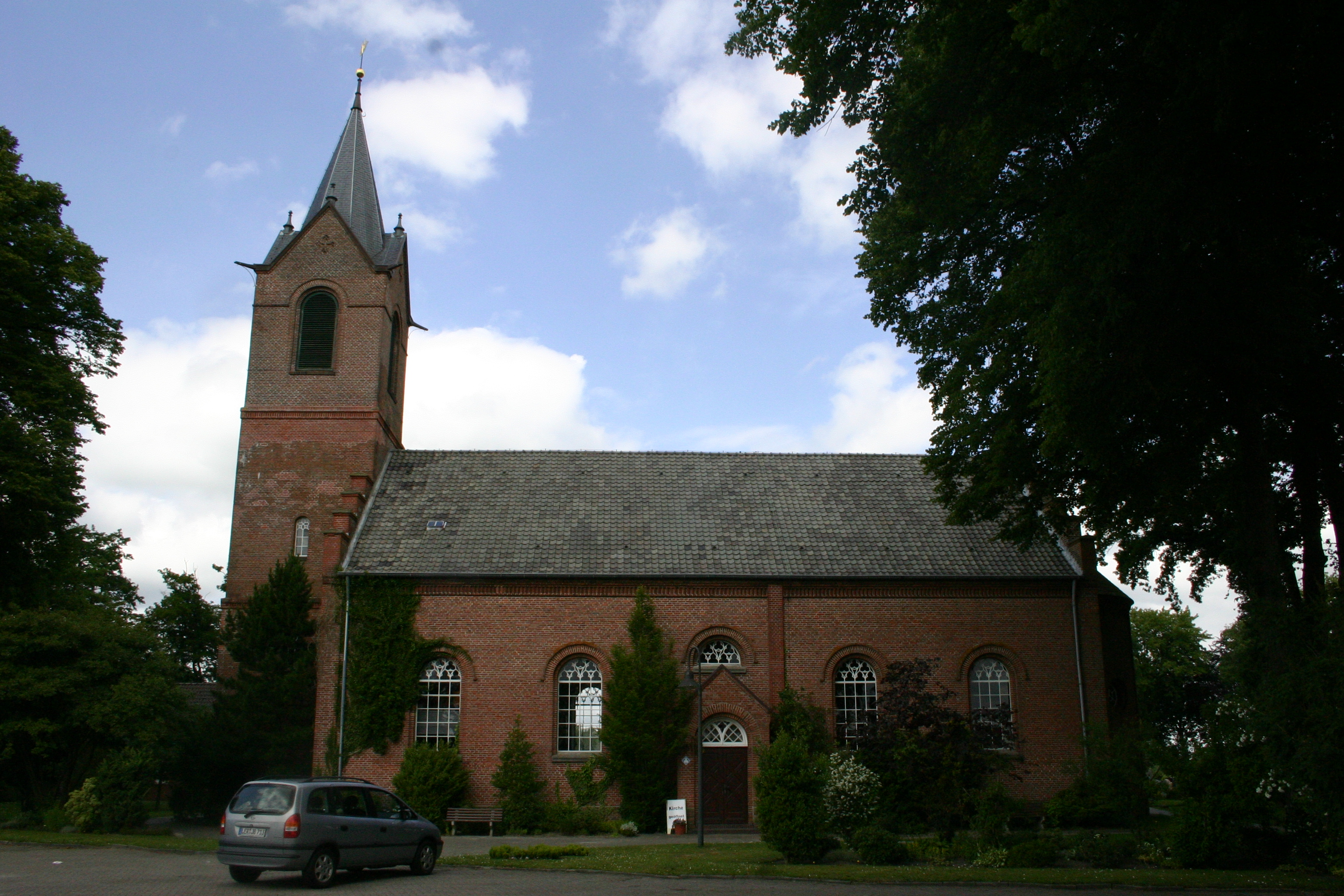
Johanneskerk, Jheringsfehn

Aan de rand van het dorp staat de Johanneskerk, die ook het naburige Boekzetelerfehn bedient. Jheringsfehn bestaat grotendeels uit langgerekte rijen huizen en boerderijen langs enige veenkanalen, Wieke.